# Рабкин, Ефим Борисович
Ефи́м Бори́сович Ра́бкин (22 августа 1895, Ивановка, Славяносербский уезд, Екатеринославская губерния, Российская империя — 19 октября 1981, Москва, СССР) — советский офтальмолог. Доктор медицинских наук (1940), профессор (1941), главный офтальмолог Министерства здравоохранения Украинской ССР, главный врач Московской глазной больницы.
Среди прочего, известен как создатель полихроматических таблиц Рабкина, используемых для исследования цветоощущения.

## Биография
Родился 22 августа 1895 года в местечке Ивановка Екатеринославской губернии в еврейской семье, отец был меламедом и мелким торговцем.
С 1912 года работал конторским служащим в Екатеринославе. В 1915 году был призван в Русскую императорскую армию и отправлен рядовым на фронт Первой мировой войны, где служил до 1917 года.
В 1918 году перешёл на службу в Рабоче-крестьянскую Красную армию, участвовал в гражданской войне. В 1919—1920 годах — комиссар ветеринарного управления 14-й армии Южного фронта РККА.
С 1921 по 1926 год обучался в Харьковском медицинском институте. Одним из его учителей был учёный-анатом, будущий академик Всеукраинской академии наук Владимир Петрович Воробьёв. Непосредственным научным руководителем Рабкина был академик АН УССР, профессор Василий Яковлевич Данилевский, известный как один из основателей советской нейрофизиологии.
По окончании обучения решением П. Ф. Кривецкого (1879—1927), главного врача Харьковской глазной больницы имени Л. Л. Гиршмана, был принят на должность заведующего отделением. В июне 1927 года, после смерти Кривецкого, Рабкин стал главным врачом больницы. В 1929 году был организатором и руководителем 1-го Всеукраинского съезда глазных врачей.
В 1930 году глазная больница была реорганизована в Украинский научно-исследовательский институт офтальмологии имени профессора Л. Л. Гиршмана, и его директором был утверждён Ефим Борисович Рабкин. Работал на этом посту в период 1930—1941 годов. За это время организовал открытие нескольких новых специализированных отделений, лабораторий и кабинетов, в частности патоморфологической и клинико-диагностической лабораторий, рентгенологического кабинета.
В стенах этого же института в 1932 году организовал лабораторию по изучению цветового и сумеречного зрения, а также открыл мастерские по разработке оптико-офтальмологических приборов. По его инициативе и при его непосредственном участии в этих мастерских были изготовлены первые в СССР электрический офтальмоскоп, глазные электромагниты, иглы с осветителем для удаления инородных тел, бинокулярные лупы, кросс-цилиндры, защитные безосколочные корригирующие очки; бифокальные, перископические, менискообразные оптические стёкла и ряд других приборов и хирургических инструментов. Также Е. Б. Рабкин разработал собственную модель щелевой лампы.
На базе института в 1934—1936 годах Ефим Борисович создал и возглавил клинику экспериментальной офтальмологии. В эти годы в порядке обмена опытом посетил несколько зарубежных офтальмологических центров. Так, в 1930 году Рабкин был командирован для выполнения научных работ в США, где в течение года изучал вопросы трахомы, физиологии зрения и приборостроения в трахомной лаборатории Рокфеллеровского института, в Институте офтальмологии Уилмера в больнице Джонса Хопкинса в Балтиморе, а также в Калифорнийском офтальмологическом институте Грина. Далее, в 1932 году он посетил в Германии и Австрии клиники Крюкмана, Линднера и Меллера, физиологический институт Мартина Гильдемайстера в Лейпциге.
В 1932—1938 годах заведовал кафедрой глазных болезней Харьковского санитарно-гигиенического института (известном позднее как 2-й Харьковский медицинский институт), где разработал прибор для клинической диагностики и научных исследований в области цветового зрения — бинокулярный спектральный аномалоскоп, превосходивший по функциональным возможностям аномалоскоп Вилибальда Нагеля, который сам же впоследствии неоднократно модифицировал.
В 1935 году Ефим Борисович был утверждён в степени кандидата медицинских наук, а в 1940 году защитил диссертацию на соискание учёной степени доктора медицинских наук на тему «Дифференциальная диагностика расстройств цветового зрения» и занял пост главного офтальмолога Министерства здравоохранения Украинской ССР.
В 1941 году Рабкину было присвоено звание профессора; он являлся членом правления Всесоюзного, Всероссийского и Украинского офтальмологических обществ с момента их основания, являлся заместителем председателя этих обществ.
С началом Великой Отечественной войны был эвакуирован в Алма-Ату, где руководил лабораторией Харьковского института; в декабре 1943 года вместе со всей лабораторией был переведён в Москву в систему Народного комиссариата путей сообщения (НКПС) СССР.
С 1944 года занимал посты главного офтальмолога Главного санитарного управления НКПС и начальника глазного эвакогоспиталя № 5011, созданного на базе Московской глазной больницы, в звании подполковника медицинской службы.
В 1944—1946 годах — главный врач Московской глазной больницы, где одновременно руководил открытой им лабораторией функциональной диагностики и организационно-методическим кабинетом. Тем самым Рабкин фактически стал внештатным главным офтальмологом Москвы.
С 1945 года на протяжении двух лет преподавал в Центральном институте усовершенствования врачей. В 1945—1947 годах исполнял обязанности Председателя Всесоюзного общества офтальмологов. Являлся также почётным членом двух научных обществ СССР (офтальмологического и физиологического).
С 1946 по 1976 годы Рабкин руководил отделом физиологии и патологии цветового зрения Всесоюзного научно-исследовательского института железнодорожной гигиены Министерства путей сообщения, который до 1960 года входил в состав Центральной научно-исследовательской лаборатории гигиены и эпидемиологии на железнодорожном транспорте.
С 1947 по 1950 год по совместительству также возглавлял отделение тканевой терапии в Центральном институте офтальмологии имени Гельмгольца.
Состоял в редколлегии журналов «Вестник офтальмологии» и «Офтальмологический журнал», являлся членом научного совета Академии наук СССР по проблемам физиологии, Учёного медицинского совета Минздрава СССР, Комиссии по физиологической оптике АН СССР и Научно-методического совета общества «Знание».

## Научные труды
Научная деятельность Ефима Борисовича в 1920-е годы касалась вопросов лечения трахомы и борьбы со слепотой на Украине. В 1929 году он участвовал с докладом о трахоме на XIII Международном офтальмологическом конгрессе в Амстердаме.
В дальнейшем основные труды Е. Б. Рабкина были посвящены проблемам физиологии и патологии цветового зрения. Автор более 150 научных работ. Так, им была предложена классификация врождённых расстройств и приобретённой патологии цветового зрения, разработка методики для тренировки цветового зрения.
На основе работ Якоба Штиллинга и Синобу Исихары Е. Б. Рабкин разработал и значительно усовершенствовал «Полихроматические таблицы для исследования цветового зрения», выдержавшие при его жизни 9 изданий (1936—1971). Являлся также автором работ «Пигментные таблицы для исследования приобретенной патологии цветоощущения» (1951), «Таблицы для исследования контрастной чувствительности глаза» (1951), «Атлас цветов» (1956), монографии «Руководство по рациональному цветовому оформлению» (1964).
Современными офтальмологами Ефим Борисович Рабкин признан как основатель отечественной школы по изучению не только вопросов физиологии и патологии цветового зрения, но также и гигиены цветоразрешения. По его методикам были разработаны и усовершенствованы принципы и методы врачебной экспертизы цветового зрения работников транспортных профессий.
Умер 19 октября 1981 года в Москве. Похоронен на Митинском кладбище.

## Награды
- Орден Трудового Красного Знамени
- Орден «Знак Почёта»
- Медаль «За победу над Германией в Великой Отечественной войне 1941—1945 гг.»
- Медаль «За доблестный труд в Великой Отечественной войне 1941—1945 гг.»